# آدریان برنابه
آدریان برنابه (اسپانیایی: Adrián Bernabé‎؛ زادهٔ ۲۶ مهٔ ۲۰۰۱) بازیکن فوتبال اهل اسپانیا است.
از باشگاه‌هایی که در آن بازی کرده‌است می‌توان به باشگاه فوتبال منچستر سیتی اشاره کرد.
وی همچنین در تیم ملی فوتبال زیر ۱۷ سال اسپانیا بازی کرده‌است.
او فوتبال خود را در ١٢ سالگی داخل باشگاه اسپانیول شروع کرد.